# El Rocar (Riudarenes)
El Rocar és una serra situada entre els municipis de Riudarenes i de Santa Coloma de Farners a la comarca de la Selva, amb una elevació màxima de 425 metres.